# Royal Enfield

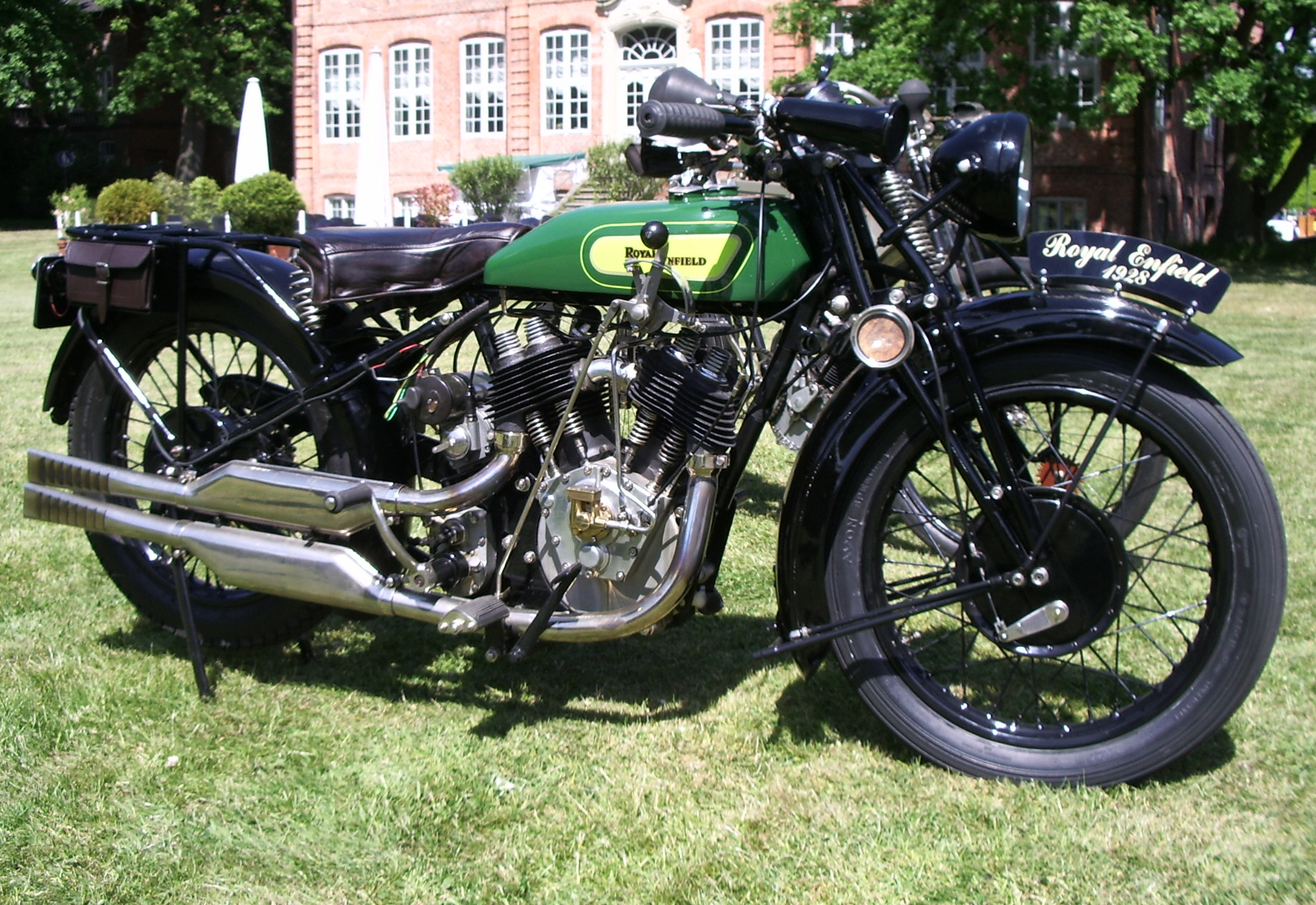
Royal Enfield (1928)

Royal Enfield – brytyjska marka motocykli produkowanych przez założone w 1893 roku przedsiębiorstwo Enfield Cycle Company w Redditch w hrabstwie Worcestershire w Anglii. Wytwarzano tam też broń palną, rowery, kosiarki oraz maszyny i silniki dla rolnictwa. Pierwsze motocykle skonstruowano w 1902 r., jednak prawdziwy rozwój nastąpił w czasie I wojny światowej, gdy motocykle zamawiała brytyjska armia i sprzymierzona armia carskiej Rosji. Wytwarzano wówczas motocykle z czterosuwowymi widlastymi silnikami 425 cm3 i jednocylindrowe dwusuwowe 225 cm3, eksperymentowano też z dwusuwowym silnikiem trzycylindrowym. Druga wojna światowa przyniosła konstrukcję motocykla o silniku 125 cm3 nazwanym Latająca Pchła („Flying Flea”) dla spadochroniarzy. Był zrzucany ze spadochronem w rurowym zasobniku, który chronił go przed uszkodzeniem przy uderzeniu o ziemię. W 1968 roku przedsiębiorstwo zostało sprzedane kompanii Norton Villiers Triumph (NVT), które wstrzymało produkcję 2 lata później, likwidując ostatecznie przedsiębiorstwo w 1971 r.
W 1956 roku pod firmą Enfield w Indiach zaczęto składanie motocykli z wyprodukowanych w Wielkiej Brytanii komponentów, a w 1995 r. indyjskie przedsiębiorstwo Royal Enfield Motors nabyło prawa do posługiwania się znakiem Royal Enfield. Produkowane w miejscowości Ćennaj motocykle są obecnie najstarszą na świecie marką nieprzerwanie wytwarzaną, wraz z najdłużej w historii wytwarzanym sztandarowym modelem Bullet. Jego nazwa jest związana z historycznym mottem z 1893 r.: „Made like a gun, goes like a bullet”.

## Royal Enfield Bullet

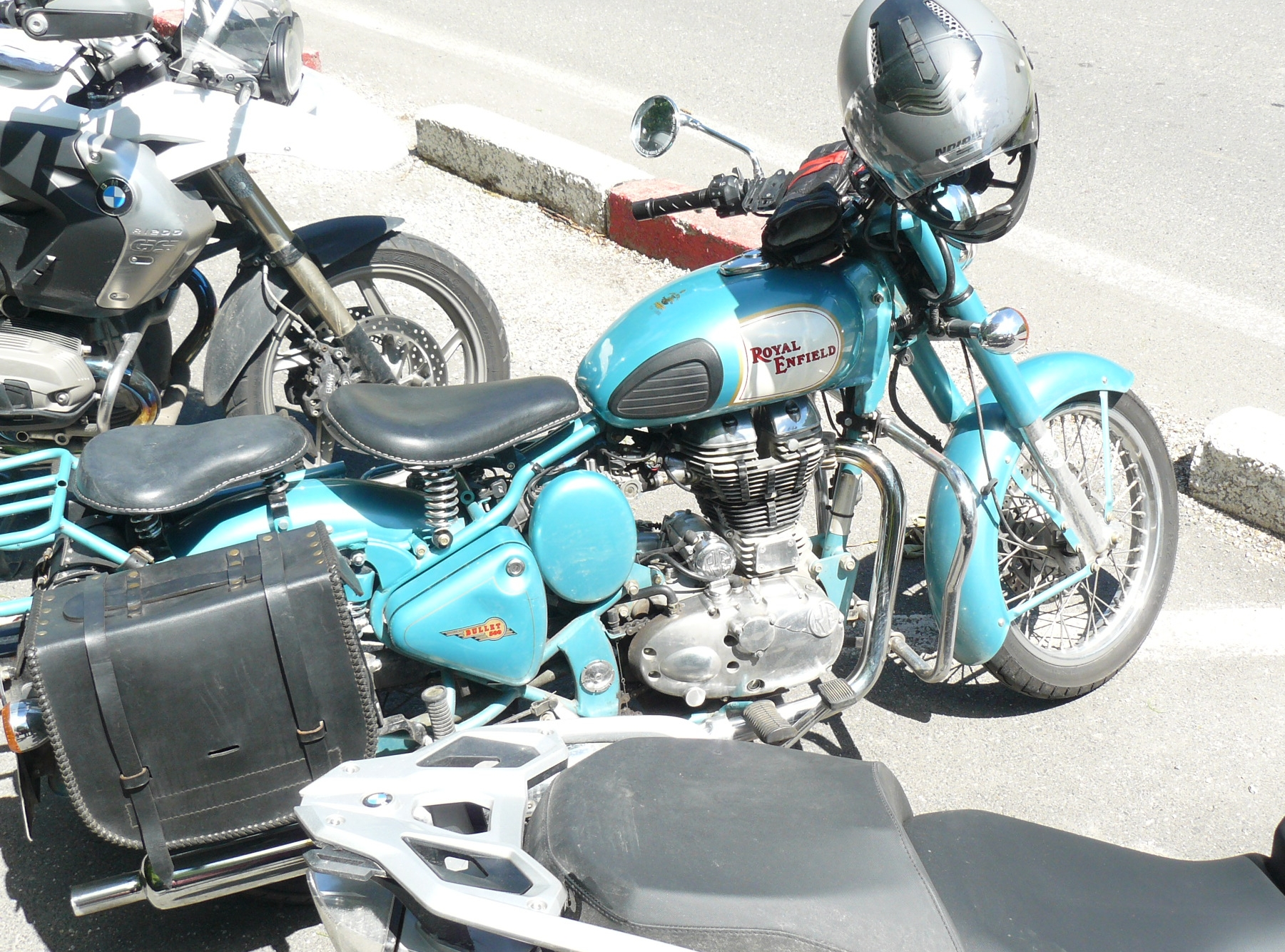
Royal Enfield Bullet 500

Początki tego modelu datują się z 1939 roku, w latach 1940 były licznie eksportowane dla potrzeb indyjskiej armii. Motocykl z jednocylindrowym silnikiem o poj. 350 cm3 skonstruowano w 1949 r., wyróżniał się nowatorskim zawieszeniem z wahaczem oraz hydraulicznym amortyzatorem, brał z powodzeniem udział w licznych wyścigach. Pod wpływem jego sukcesów w latach 50. skonstruowano model z silnikiem 500, który również wygrywał wyścigi, zdobywając międzynarodową rozpoznawalność marki. W 1954 r. indyjski rząd zamówił 800 Bulletów dla „natychmiastowej służby” na granicy z Pakistanem. Fabryka z trudem podołała tak dużemu zamówieniu, jednak motocykle się sprawdziły w indyjskich warunkach, toteż zamówienia podobnej wielkości zostały ponowione w 1955. i 56. roku, co spowodowało decyzję o założeniu montowni w Indiach. W 1955 r. zaczęto sprowadzać części montowane następnie w Madrasie, w następnym roku powstała fabryka produkująca model Bullet bez większych modyfikacji konstrukcji do czasów współczesnych, z roczną produkcją przekraczającą 30 000 szt.